# Amir Sarkhosh

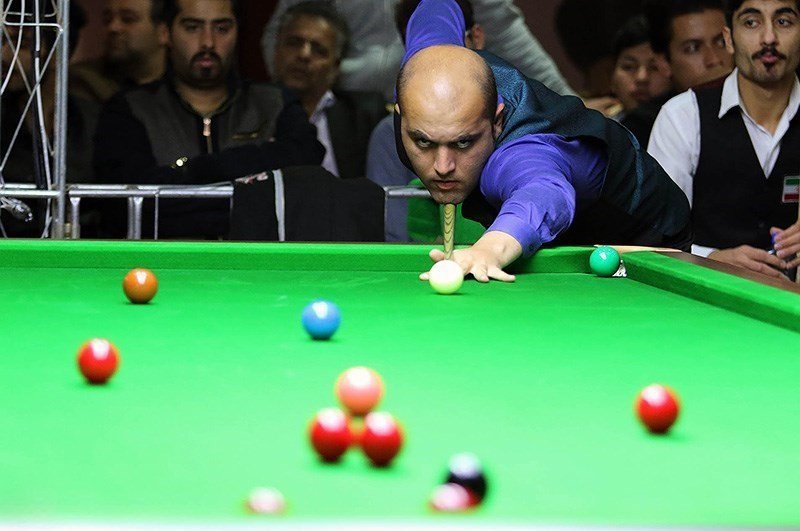
Amir Sarkhosh

Amir Sarkhosh (nascido 30 de maio de 1991 (33 anos) ) é um jogador de sinuca de Karaj, Irã.É o único profissional de snooker do Irão.